# Garnier II de Traînel
Ne doit pas être confondu avec Garnier de Traînel, évêque de Troyes de 1193 à 1205.
Garnier II de Traînel, dit le Jeune, né vers 1130 et mort le 5 septembre 1194, est seigneur de Marigny et en partie de Traînel, en Champagne, au milieu et à la fin du XIIe siècle. Il est le fils d'Anseau Ier de Traînel, seigneur de Traînel, et d'Hélissent de Montmirail, et donc le frère puîné d'Anseau II de Traînel.
Il participe avec son frère Anseau à la deuxième croisade en compagnie du roi Louis VII le Jeune et de la reine Aliénor d'Aquitaine, ainsi que du futur comte Henri Ier le Libéral dont il deviendra un des proches conseillers. Ils combattent à la bataille du défilé de Pisidie puis à celle des bords du Méandre avant de participer au siège de Damas.
De retour de croisade, il se rapproche des comtes de Nevers Guillaume IV de Nevers et Guy de Nevers, dont il a probablement épousé une sœur, et devient leur sénéchal.
Il fonde dans l'église de Marigny un prieuré composé de chanoines de Saint-Loup de Troyes.
Gravement malade, il aurait été guéri miraculeusement à la fontaine de Saint-Vinebaud près de Nogent-sur-Seine.
Lorsque son gendre Hugues de Vergyentre en guerre avec le duc Hugues III de Bourgogne, il part le secourir à la tête d'une armée champenoise composée notamment de son fils aîné, son frère Anseau II de Traînel, son neveu Anseau III de Traînel ainsi que ses autres gendres Clarembaud V de Chappes et Hardouin de Méry.
Il meurt le 5 septembre 1194 et est inhumé à l'abbaye de Vauluisant. C'est son fils aîné Garnier III qui lui succède à la tête de la seigneurie de Marigny.

## Biographie

### Origines et début de carrière
Né vers 1130, Garnier II de Traînel est le fils d'Anseau Ier de Traînel, seigneur de Traînel, et d'Hélissent de Montmirail.
À la mort de son père en 1146, son frère aîné Anseau hérite de la seigneurie familiale de Traînel, tandis que lui obtient de celle de Marigny.
Toutefois, du vivant de sa mère, Garnier porte de concert avec son frère Anseau le titre de seigneur de Traînel, probablement que l'héritage paternel n'est pas totalement réglé afin de permettre à sa veuve de garantir son douaire.
Garnier semble tout de même rester seigneur en partie de Traînel tout au long de sa vie.

### Participation à la deuxième croisade

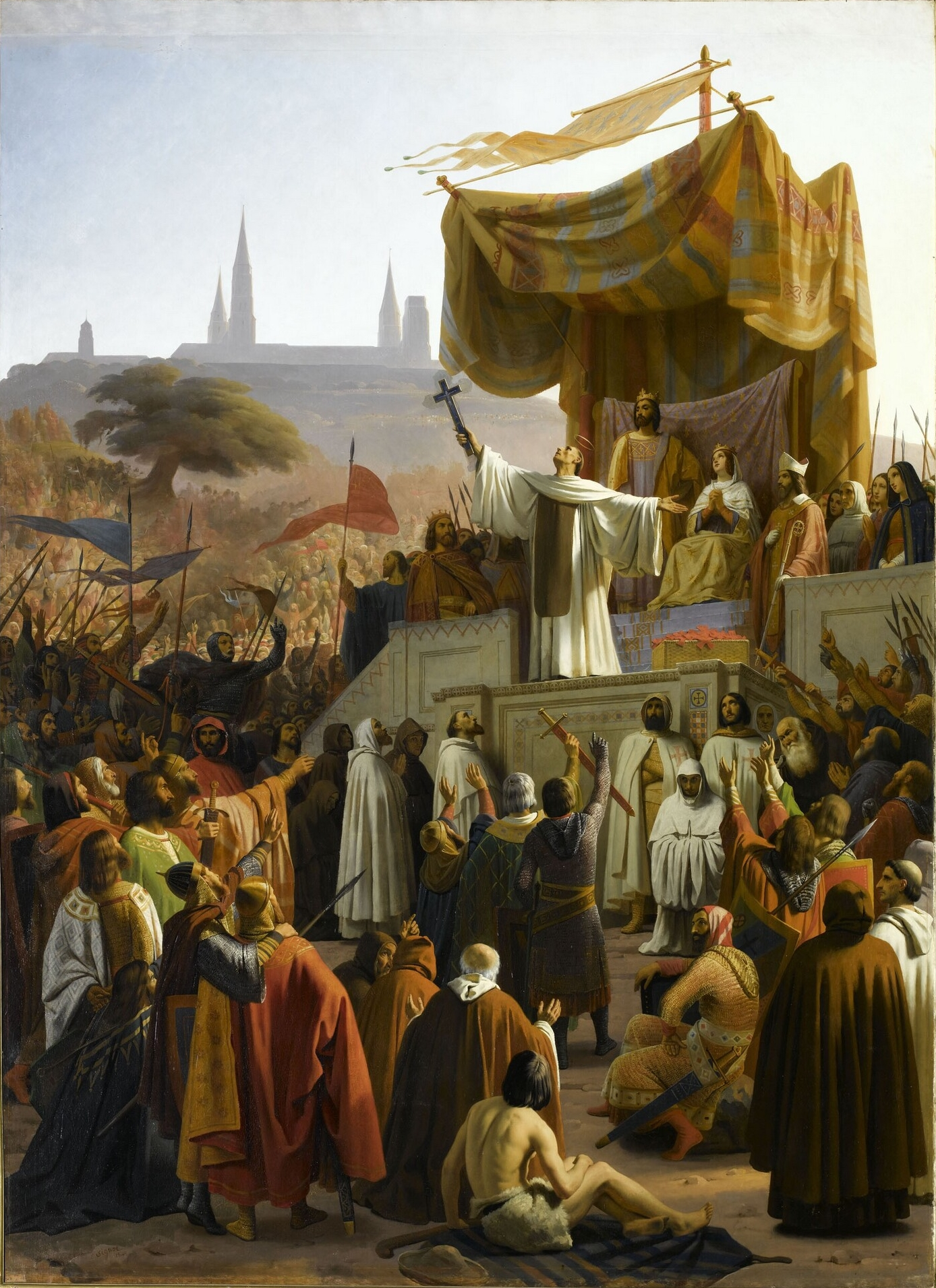
Saint-Bernard prêchant la 2e croisade, à Vézelay, en 1146.

Garnier est présent avec son frère Anseau à Vézelay lorsque Bernard de Clairvaux prêche la deuxième croisade le 31 mars 1146, jour de Pâques, en présence du roi Louis VII le Jeune et de la reine Aliénor d'Aquitaine, ainsi que du futur comte de Champagne Henri Ier le Libéral. Et tout comme le futur comte et leur roi, les deux frères décident de prendre la croix.
Pendant leurs préparatifs, Anseau et Garnier assistent au décès de leur père en juillet 1146, et Anseau devient seigneur de Traînel tandis que Garnier est quant à lui seigneur de Marigny.
Les deux frères partent après la Pentecôte 1147 de Metz puis passent par voie terrestre à travers l'Allemagne pour rejoindre la Terre Sainte avec l'armée croisée, où ils combattent aux côtés d'Henri de Champagne.
Sur la route d'Édesse, ils font partie des survivants de la défaite subie à la bataille du défilé de Pisidie le 9 janvier 1148 puis sont par la suite harcelés par les Turcs seldjoukides et combattent à la bataille des bords du Méandre.
Ils accompagnent ensuite Henri accompagne ensuite le roi Louis VII à Antioche le 19 mars 1148 puis à Jérusalem avant de participer au siège de Damas le 24 juillet 1148 qui est une défaite majeure des croisés et qui mène au démantèlement de la croisade.
Fin 1148 ou début 1149, ils accompagnent Henri de Champagne, qui à la demande de son père et par l'intermédiaire de saint Bernard, commence son voyage de retour sans attendre celui de Louis VII.

### Présence à la cour de Champagne

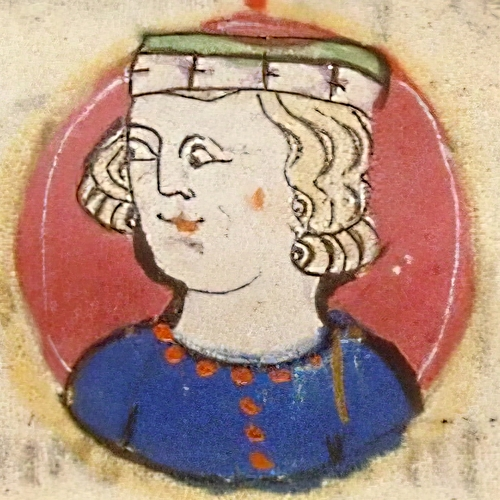
Henri Ier de Champagne.

Tout comme son frère Anseau, qui obtient la charge de bouteiller de Champagne, Garnier fait partie de l'entourage du comte Henri le Libéral et est l'un de ses plus proches conseillers. Il figure comme témoin dans au moins 35 chartes de ce comte.
En 1153, il fait probablement partie de l'armée du roi Louis VII le Jeune et du comte Henri lors de sa chevauchée contre son frère et vassal Étienne de Sancerre, qui a épousé la fiancé d'Anseau. L'ost assiège puis prend Saint-Aignan où se trouvent Étienne de Sancerre et sa femme, et ce dernier est obligé d'accepter un accord à l'amiable.
Preuve de la confiance qui lui accordée, en 1174, il fait partie d'un tribunal arbitral nommé par le comte Henri chargé de terminer pacifiquement une querelle entre les abbayes de Larrivour et de Montiéramey.
À partir de 1181, après la mort du comte Henri, Garnier fait toujours partie de la cour comtale et apparait dans l'entourage de la comtesse Marie où il est cité comme témoin dans au moins deux chartes de la comtesse.

### Présence à la cour de Nevers
Dès 1161, il est témoin avec Guillaume IV de Nevers auprès de son père le comte de Nevers Guillaume III de Nevers et de l’archevêque de Sens Hugues de Toucy pour avoir mis fin aux contestations du comte de Joigny Renard IV contre l'abbaye Saint-Julien d'Auxerre à propos de la terre de Migennes.
Puis, en 1164, à Paris, Garnier est témoin avec Guillaume de Nevers, devenu comte, d'une charte d'Etienne Ier, comte de Sancerre concernant les religieux du prieuré de La Charité-sur-Loire.
En 1165, Guillaume IV de Nevers, comte de Nevers, d'Auxerre et de Tonnerre a un litige avec l'abbaye de Vézelay et son abbé Guillaume de Mello et entre le 25 novembre 1165 à Vézelay à la tête d'une armée et saisit les biens et les revenus de l'abbaye. Les moines prennent la fuite et portent l'affaire devant le roi Louis VII le Jeune. Début 1166, celui-ci ordonne au comte de se soumettre à son jugement, ce qu'il accepte après plusieurs tractations et Anseau et Garnier font partie des cautions du comte de Nevers auprès du roi et l'abbaye. La même année, Garnier est présent à Nevers où il est témoin d'un don du comte Guillaume pour le prieuré de La Charité-sur-Loire. Toujours en 1166, Garnier est témoin du comte Guillaume pour une concession pour le chapitre de Saint-Cyr de Nevers. De plus, dans cette dernière charte, Garnier porte le titre de sénéchal du comte de Nevers.
En 1170, Guy de Nevers devient le nouveau comte de Nevers après son retour de Saint-Jean-d'Acre où il était parti en pèlerinage avec son frère le comte Guillaume et où ce dernier est décédé. Il appelle à Auxerre son sénéchal Garnier de Traînel. Celui-ci conserve son titre et apparait sous cette qualité dans plusieurs chartes du nouveau comte jusqu'en 1175, date de la mort du comte Guy.
Il est également possible que Garnier ait joué le rôle d'ambassadeur permanent du comte de Champagne auprès de son voisin le comte de Nevers.

### Rapport avec le clergé

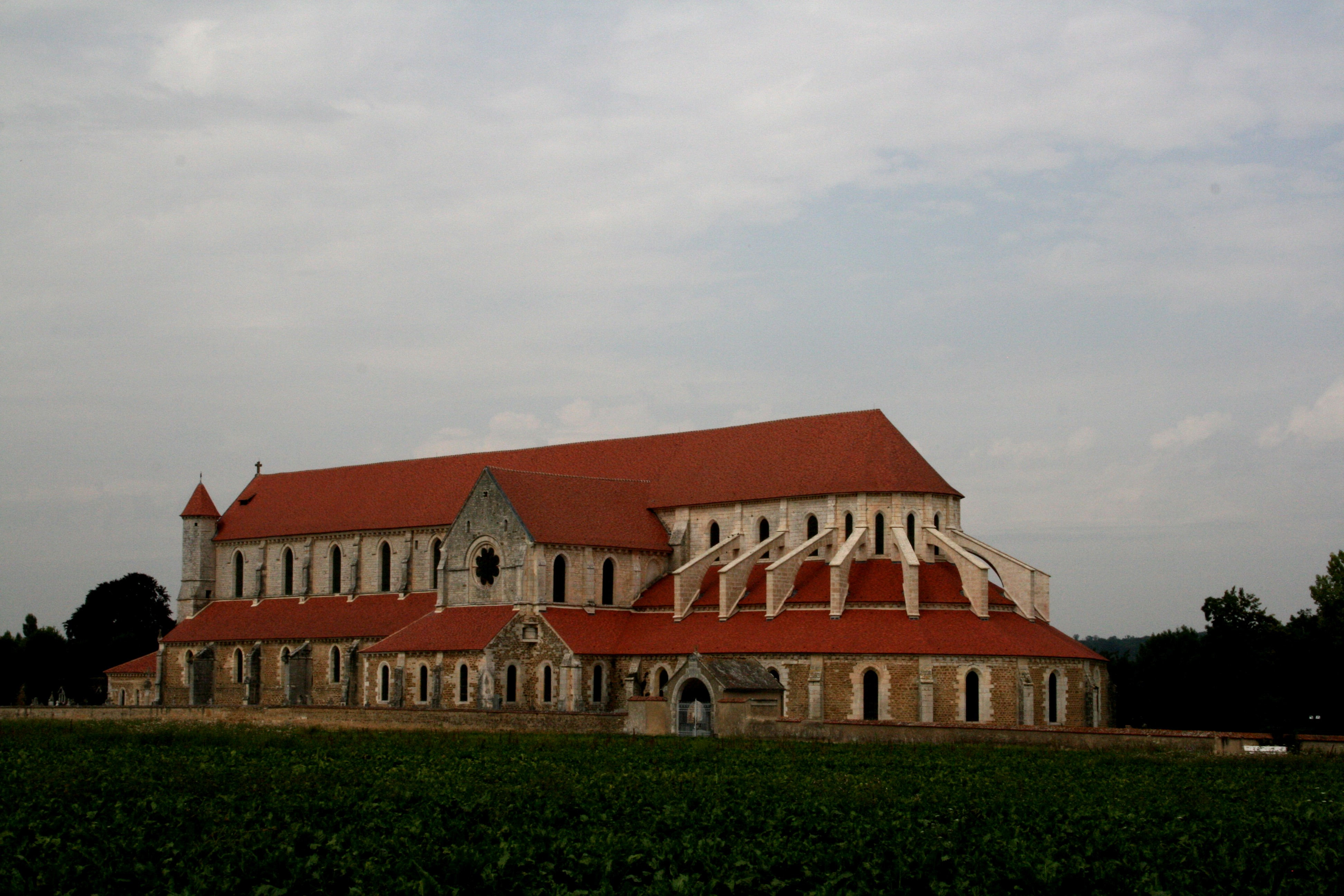
Abbatiale Notre-Dame-et-Saint-Edme de Pontigny.

Garnier a fait preuve tout au long de sa vie de générosité envers le clergé.
Ainsi, en 1151, lui et son frère Anseau, en présence du roi Louis VII le Jeune à Sens, donnent à l'abbaye de Pontigny des droits dans le bois de Saint-Etienne ainsi que les granges de Bœurs et de Chailley.
Puis en 1188, avec le soutien du comte Henri II et de la comtesse Marie, sa mère, il obtient du pape Clément III la permission de fonder un prieuré dans l'église de Marigny, où il place des chanoines de Saint-Loup de Troyes, auquel s'opposait l'évêque de Troyes Manassès de Pougy. L'évêque de Troyes Haïce de Plancy confirmera en 1191 l'établissement de ce prieuré.
Garnier a également effectué plusieurs donations à l'abbaye du Paraclet.

### Guérison miraculeuse
En 1179, Garnier est gravement malade de la fièvre quarte et est conduit par charriot à la fontaine de Saint-Vinebaud à deux lieues de Nogent-sur-Seine.
Après s'être baigné dans les eaux pendant trois jours, il aurait été miraculeusement guéri par les bienfaits de ce saint.
En reconnaissance de cette bénédiction, il fait avec l'accord de son fils un don au prieuré Saint-Vinebaud à Saint-Martin-de-Bossenay et dépendant de l'abbaye Saint-Loup de Troyes.

### Lutte contre le duc de Bourgogne
En 1183, Hugues de Vergy, gendre de Garnier, refuse de rendre hommage au duc de Bourgogne Hugues III, qui entre donc en guerre contre lui afin de le soumettre à son autorité. Garnier lève aussitôt une armée champenoise afin de venir au secours de son beau-fils, parmi lesquels se trouvent son fils Garnier III, son frère Anseau II de Traînel, son neveu Anseau III de Traînel ainsi que ses autres gendres Clarembaud V de Chappes et Hardouin de Méry ou encore les seigneurs de Broyes.
Ne parvenant pas à prendre le château de Vergy, le duc ravage alors les terres du seigneur de Vergy ainsi que celles de ses alliés champenois. En représailles, Garnier et ses proches attaquent à leur tour le duché de Bourgogne. Mais des plaintes ainsi les dommage occasionnés attirent rapidement l'attention du roi Philippe-Auguste qui condamne le duc à indemniser les églises et abbayes des dégâts commis.
Le conflit reprend fin 1184 ou début 1185 lorsque le duc fait le siège de Vergy, obligeant ainsi le roi à envoyer une nouvelle armée menée par Hugues III de Broyes afin de lever le siège et en représailles, le duc ravage les terres du sire de Broyes.

### Fin de vie
Garnier II de Traînel meurt le 5 septembre 1194 et est inhumé à l'abbaye de Vauluisant.

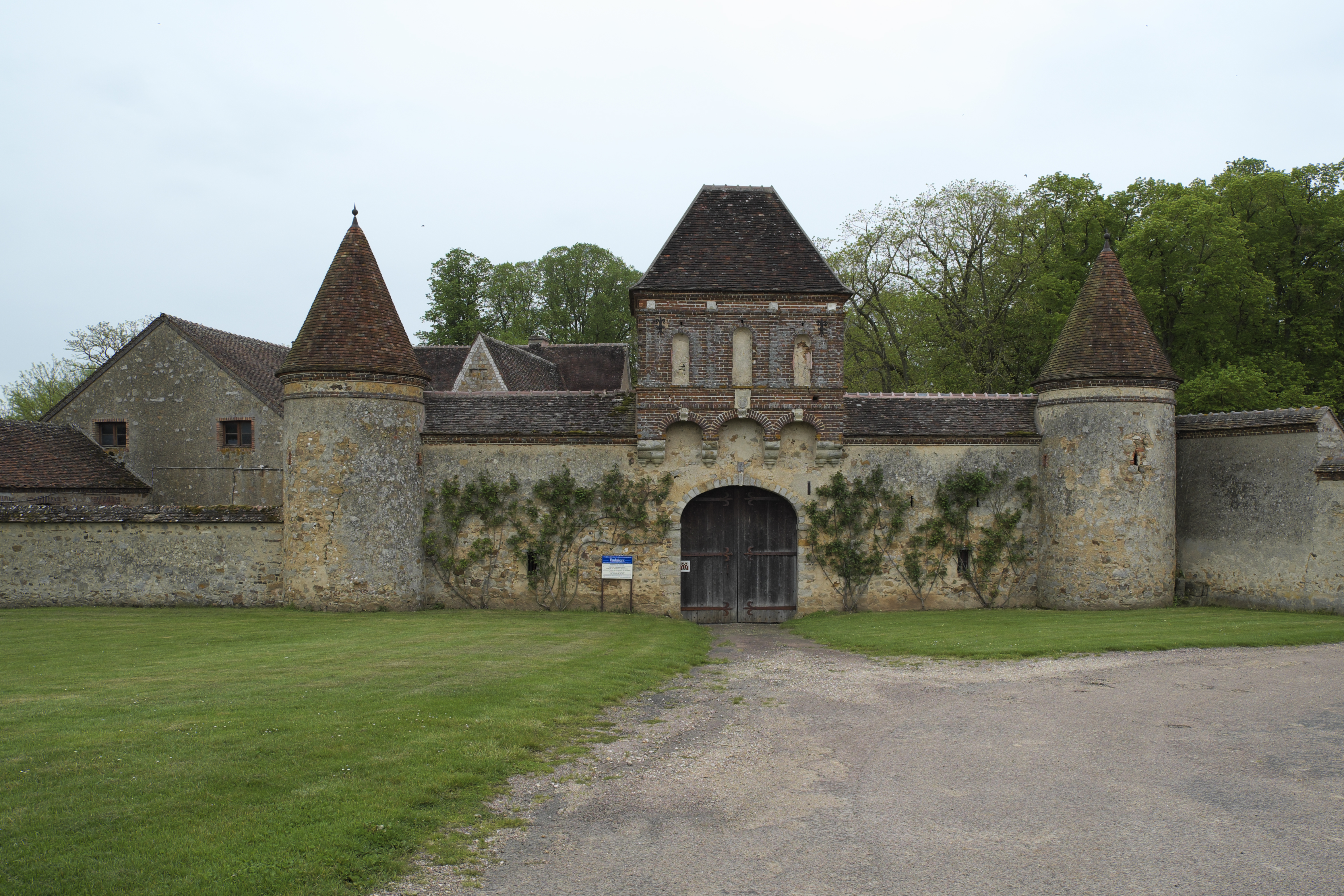
Portail de l'abbaye de Vauluisant.

C'est son fils aîné, Garnier III de Traînel qui lui succède à la tête de la seigneurie de Marigny,.

## Famille

### Mariage et enfants
Il épouse vers 1155 Adèle de Marigny, dont le nom des parents est inconnu, de qui il a au moins cinq enfants :
- Garnier III de Traînel, qui succède à son père ;
- Hélissent de Traînel, qui épouse Clarembaud V, seigneur de Chappes, fils de Clarembaud IV de Chappes et d'Ermengarde de Montlhéry, d'où postérité ;
- Gisle de Traînel, dame d'Autrey, qui épouse Hugues Ier de Vergy, fils de Guy de Vergy et d'Adélaïde de Beaumont, d'où postérité ;
- Agnès de Traînel dite de Marigny, dame de Resson qui se fait converse au Paraclet vers 1194. Le nom de son époux est inconnu, mais elle aurait eu deux enfants :
  - Thibaut de Marigny, qui épouse une certaine Lethuise. Probablement mort jeune,
  - Anseau de Marigny, cité dans une charte de 1194 ;
- une autre fille qui épouse Hardouin de Méry dont elle a plusieurs enfants :
  - Gautier de Marigny, archidiacre de Troyes,
  - Manassès de Méry,
  - Euphémie de Méry, religieuse au Paraclet.

### Origines de l'épouse de Garnier de Traînel

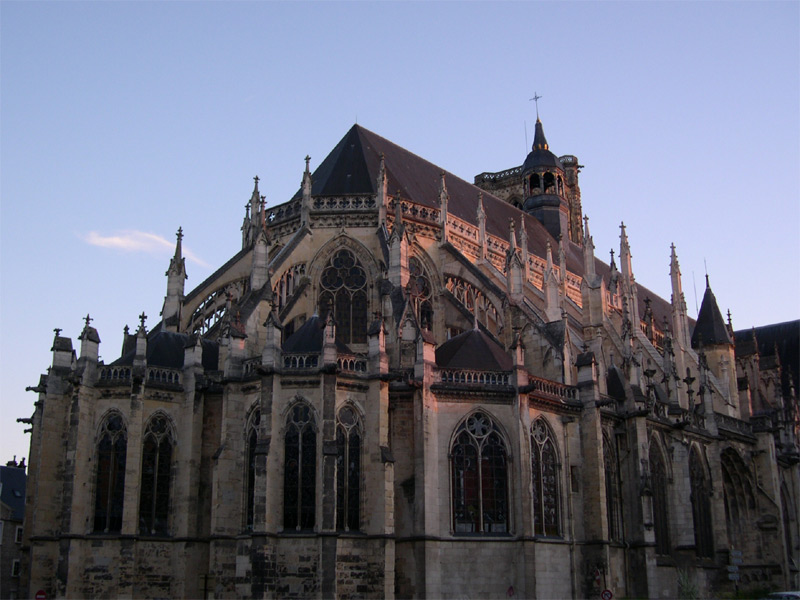
Chevet de la cathédrale Saint-Cyr-et-Sainte-Julitte de Nevers.

Compte tenu de la proximité de Garnier avec les comtes de Nevers Guillaume et Guy et du fait qu'il ait été leur sénéchal, qu'il ait été témoin dès 1161 avec le premier auprès du comte de Nevers Guillaume III de Nevers pour avoir mis fin aux contestations du comte de Joigny Renard IV, qu'il ait servi de caution de Guillaume IV de Nevers auprès du roi, l'historien Édouard de Saint Phalle émet l'hypothèse que l'épouse de Garnier de Traînel ait pu être une fille de Guillaume III de Nevers et d'Ide de Sponheim, et donc une sœur de Guillaume IV de Nevers et Guy de Nevers ainsi que d'Adèle de Nevers, épouse du comte Renard IV de Joigny.